# Hemigrammus tridens
Hemigrammus tridens es una especie de pez de la familia Characidae en el orden de los Characiformes.

## Morfología
Los machos pueden llegar alcanzar los 2 cm de longitud total.

## Hábitat
Vive en zonas de clima tropical entre 23 y 25 °C de temperatura.

## Distribución geográfica
Se encuentran en Sudamérica: cuenca del río Paraguay.